# Гринбах (Саксонија)
Гринбах (њем. Grünbach) општина је у њемачкој савезној држави Саксонија. Једно је од 45 општинских средишта округа Фогтланд. Према процјени из 2010. у општини је живјело 1.881 становника. Посједује регионалну шифру (AGS) 14523130.

## Географски и демографски подаци
Гринбах се налази у савезној држави Саксонија у округу Фогтланд. Општина се налази на надморској висини од 700–830 метара. Површина општине износи 27,5 km². У самом мјесту је, према процјени из 2010. године, живјело 1.881 становника. Просјечна густина становништва износи 68 становника/km².

## Међународна сарадња
| Мјесто | Држава    | Врста сарадње | Од    |
| ------ | --------- | ------------- | ----- |
|        | Француска | партнерство   | 1966. |
| Извор  |           |               |       |